# Робин Гуд и монах
«Робин Гуд и монах» (англ. Robin Hood and the Monk, Child 119, Roud 3978) — английская народная баллада, входящая в цикл баллад о Робин Гуде. Сохранилась в единственном манускрипте (Cambridge Ff.5.48), который многие датируют 1450 годом и поэтому считают древнейшими сохранившимися «стихами о Робин Гуде» (англ. rymes of Robin Hood), упомянутыми персонажем Лэнгленда в его поэме 1370-х годов «Видение о Петре Пахаре» . Ни Томас Перси, ни Джозеф Ритсон, очевидно, не знали о его существовании, так как не включили этот текст в свои собрания наряду с другими балладами робингудовского цикла. Впервые баллада была опубликована в 1806 году в сборнике Роберта Джемисона Popular Ballads and Songs.
На русский язык балладу среди прочих перевёл Игнатий Михайлович Ивановский, озаглавив её «Робин Гуд и коварный монах».

## Сюжет
Робин Гуд решает посетить службу в церкви Ноттингема. По дороге он проигрывает Маленькому Джону в стрельбе из лука, отказывается платить тому оговорённую награду и, поссорившись с ним, в одиночку приходит в город. В церкви его узнаёт монах, которого разбойник когда-то обокрал. Он даёт знать шерифу, и тот со своими людьми захватывает Робина. На следующий день монаха со слугой на дороге встречают Маленький Джон и Мач, сын мельника. Они узнают, как было дело, и напрашиваются в попутчики через лес, где монах за своё предательство принимает смерть от меча Джона, а его слугу убивает Мач. С письмами монаха стрелки отправляются к неназванному королю, и тот даёт им свою печать с указанием доставить Робина Гуда к нему. Они возвращаются в Ноттингем, но из-за поимки лесного стрелка ворота города закрыты. Джон показывает королевскую печать, и тогда сам шериф впускает его и принимает у себя. Ночью Джон и Мач проникают в темницу, убивают тюремщика и освобождают Робина. Предводитель стрелков благодарен своему ближайшему соратнику и предлагает тому возглавить лесное братство. Но Джон отказывается, предпочитая видеть Робина своим командиром. Король разгневан, узнав о выходке вольных стрелков, но решает оставить всё как есть из уважения к верности Маленького Джона.
Имеются очевидные параллели между этой и другой из баллад, относимых к циклу о Робин Гуде — «Адам Белл, Клим из Клу и Уильям из Клоудсли» (англ. Adam Bell, Clim of the Clough and William of Cloudesley, Child 116), хотя невозможно определить, какая из историй оказалась источником для другой.
Балладу цитирует Ричард Адамс в эпиграфе к 24 главе своего романа «Обитатели холмов».